# Alfred Świerkosz
Alfred Juliusz Świerkosz (ur. 24 stycznia 1900 we Lwowie, zm. 23 marca 1968 w Gdańsku) – dziennikarz, fotograf i autor pierwszych w języku polskim monografii o niektórych miastach i rejonach Pomorza Gdańskiego.

## Życiorys
Urodził się w rodzinie Tomasza (1863–1933) i Marie z domu Maguin (1864–1920). Przyjechał na Wybrzeże w 1920 r. i zamieszkał w Pucku, gdzie w latach 1921–1927 pracował jako nauczyciel w szkole wydziałowej. W latach 1928–1930 był kierownikiem szkoły we Władysławowie. W 1929 r. ukończył Studium Dziennikarskie w Krakowie. W latach 1930–1939 redagował czasopisma regionalne „Gryf ” w Wejherowie i „Gazetę Kaszubską”, jednocześnie był stałym korespondentem Polskiej Agencji Telegraficznej w Warszawie i „Ilustrowanego Kuriera Codziennego” w Krakowie.
Opracował i wydał drukiem szereg monografii, m.in. Hel, Puck, Brzegi Międzymorza, Merki - zagadkowe znaki rybaków, Jastarnia, Krynica, Jurata, Władysławowo, Jan III Sobieski na Kaszubach. Współtwórca pierwszego nad Bałtykiem oddziału PTTK.
We wrześniu 1939 r. brał udział w obronie Helu, a następnie przebywał jako jeniec w obozie w Neubrandenburg.
Po zakończeniu wojny zamieszkał w Gdańsku, gdzie w 1945 r. rozpoczął pracę w Rozgłośni Polskiego Radia jako redaktor działu kulturalnego i politycznego. Później był gdańskim korespondentem wychodzącego w Warszawie „Dziennika Ludowego – Wola Ludu” (1948–1949), publicystą „Głosu Wybrzeża” i „Wieczoru Wybrzeża” (1949–1968). Współpracował także z „Ilustrowanym Kurierem Polskim” w Bydgoszczy oraz czasopismami „Wiatr od Morza” i „Arkona”. Członek Związku Zawodowego Dziennikarzy RP i SDP.
Miał żonę Marię z domu Górny i pięcioro dzieci.
Zmarł 23 marca 1968 roku w Gdańsku, pochowany na cmentarzu Oliwskim (kwatera 13-15-8).

## Publikacje
- Z Wybrzeża Polskiego. Puck. Zarys Monograficzny Z Ilustracjami (1930)
- Puck: najstarszy gród nad Zatoką Pucką (1934)
- Z Wybrzeża Polskiego: Brzegiem Międzymorza: Wielka Wieś, Chałupy, Kuźnica, Jastarnia, Bór, Jurata : zarys monograficzny osad Półwyspu Helskiego (1937)

Źródło:.

## Odznaczenia
- Srebrny Krzyż Zasługi (1938)
- Odznaka honorowa „Zasłużony Pracownik Morza”
- Odznaka honorowa „Za zasługi dla miasta Gdańska”

Źródło:.